# León de Isted
El León de Isted (o León de Flensburgo) (en danés: Istedløven o Flensborgløven; en alemán: Flensburger Löwe o Idstedter Löwe) es un monumento de guerra danés destinado originalmente a conmemorar la victoria danesa sobre los insurgentes de Schleswig-Holstein de mentalidad alemana en la batalla de Isted (Idstedt) el 25 de julio de 1850, durante la Primera Guerra de Schleswig, una guerra civil dentro del reino danés pero con tropas de Prusia apoyando a los insurgentes de Schleswig-Holstein. En su momento fue la mayor batalla de la historia escandinava. Otros lo percibieron más como un monumento a los daneses muertos en la batalla.
Originalmente erigido en Flensburg, Schleswig, durante el dominio danés, fue trasladado a Berlín por las autoridades prusianas tras la conquista prusiana en la Segunda Guerra de Schleswig de 1864, y permaneció allí hasta 1945. Fue devuelto a Dinamarca como regalo del Ejército de los Estados Unidos y se ubicó en la plaza Søren Kierkegaards Plads, en Copenhague. En septiembre de 2011 fue devuelto a Flensburg.

## Historia

### Flensburgo

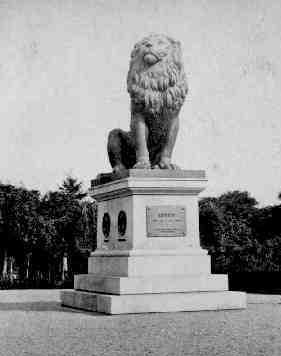
El León de Isted en Flensburg c. 1864

Tras la victoria danesa sobre Schleswig-Holstein en la Primera Guerra de Schleswig (1848-1851), el escultor danés Herman Wilhelm Bissen recibió el encargo de crear un monumento al soldado danés común. Aunque no se trataba de una Tumba del Soldado Desconocido real, su monumento reflejaba una idea similar. Este monumento, el Landsoldaten (El Soldado de infantería ), se inauguró en Fredericia en 1858. En el banquete siguiente, se decidió iniciar una suscripción pública de fondos para un segundo monumento, y una de las opciones que se barajaron fue una estatua del general Frederik Rubeck Henrik Bülow, comandante de Fredericia durante el asedio alemán a la ciudad. Gracias a la intervención de la política Orla Lehmann, se decidió destinar los fondos a un monumento conmemorativo de la batalla de Isted. Al igual que el monumento anterior, este encargo fue adjudicado a Bissen.
El león procede de las armas de Dinamarca y Schleswig, que contienen tres y dos leones azules, respectivamente. Con el fin de crear una imagen perfecta del león, Bissen viajó a París para estudiar un ejemplar del Jardin des Plantes y creó un modelo de tamaño natural antes de regresar a Dinamarca. Bissen completó su primer modelo de escayola en 1860 y la fundición en bronce se terminó en junio de 1862. El pedestal de la estatua, de piedra de Bornholm, estaba decorado con cuatro relieves redondos de metal que representaban a cuatro oficiales daneses de la guerra: los generales Gerhard Christoph von Krogh y Friderich Adolph Schleppegrell, y los coroneles Hans Helgesen y Frederik Læssøe. La estatua, una vez terminada, medía unos cuatro metros de altura y llevaba la siguiente inscripción: Isted den 25. Juli 1850. Det danske Folk reiste dette Minde (Isted, 25 de julio de 1850. El pueblo danés erige este monumento).
La estatua se inauguró el 25 de julio de 1862, en el duodécimo aniversario de la batalla, en el cementerio de Santa María de Flensburg, la ciudad más grande de Schleswig. Entre las personalidades que asistieron a la ceremonia se encontraba el escritor Hans Christian Andersen.
Erigir el monumento en Flensburgo, en lugar de en Copenhague o Isted, fue considerado una provocación por los nacionalistas alemanes de la región, que se oponían a la reivindicación danesa de soberanía sobre la zona. La decisión de que el león mirara hacia el sur hizo que este sentimiento se reforzara aún más. Flensburgo estaba dividida por simpatías nacionales, pero tuvo una mayoría favorable a Dinamarca hasta después de la guerra de 1864.

### Berlín

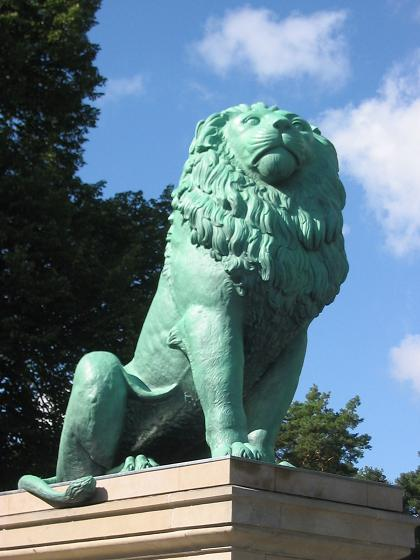
La copia de zinc en Berlín. Fotografía tomada tras su restauración en 2005.

En 1864, la guerra volvió a la región y culminó con la victoria alemana en la batalla de Dybbøl. En el acuerdo de paz posterior, Dinamarca entregó Schleswig y Holstein, y el monumento quedó en el lado alemán de la nueva frontera.
Tras la ocupación de Flensburgo por las fuerzas alemanas, los nacionalistas alemanes atacaron el monumento e intentaron derribarlo. Consiguieron arrancar la cola y parte del lomo del león, pero no lograron destruir la estatua gracias a la intervención de las autoridades.
El primer ministro de Prusia, Otto von Bismarck, ordenó desmantelarlo y almacenar sus partes originalmente en Flensburg. En 1867, el león y los cuatro relieves fueron trasladados a Berlín por orden del Mariscal de Campo Friedrich Graf von Wrangel. El 9 de febrero de 1868 fue montado en el Arsenal de Berlín. Tras la transformación del arsenal en museo militar en 1875, fue trasladado a la Academia de Cadetes de Lichterfelde, donde fue erigido en abril de 1878. El león permaneció allí más de 60 años.
En 1874 se erigió una copia de zinc del monumento en el parque público Schweiz, cerca de la asociación de veteranos de guerra Colonie Alsen, en Berlín. Este monumento fue costeado por el banquero Wilhelm Conrad. El camino que conduce a la estatua recibió el nombre apropiado de Straße zum Löwen (Camino del León). En la copia, los relieves de los cuatro oficiales daneses fueron sustituidos por una sola imagen del oficial alemán, el príncipe Federico Carlos de Prusia, invirtiendo así el significado del monumento original.En 1938, la prensa danesa informó de la existencia de la copia del monumento histórico y, casi al mismo tiempo, la copia de zinc fue trasladada a Heckeshorn, cerca de Wannsee, donde permanece en la actualidad, cerca del edificio que albergaría lo que más tarde se conocería como la Conferencia de Wannsee. La estatua de Berlín fue restaurada en 2005.

### Copenhague

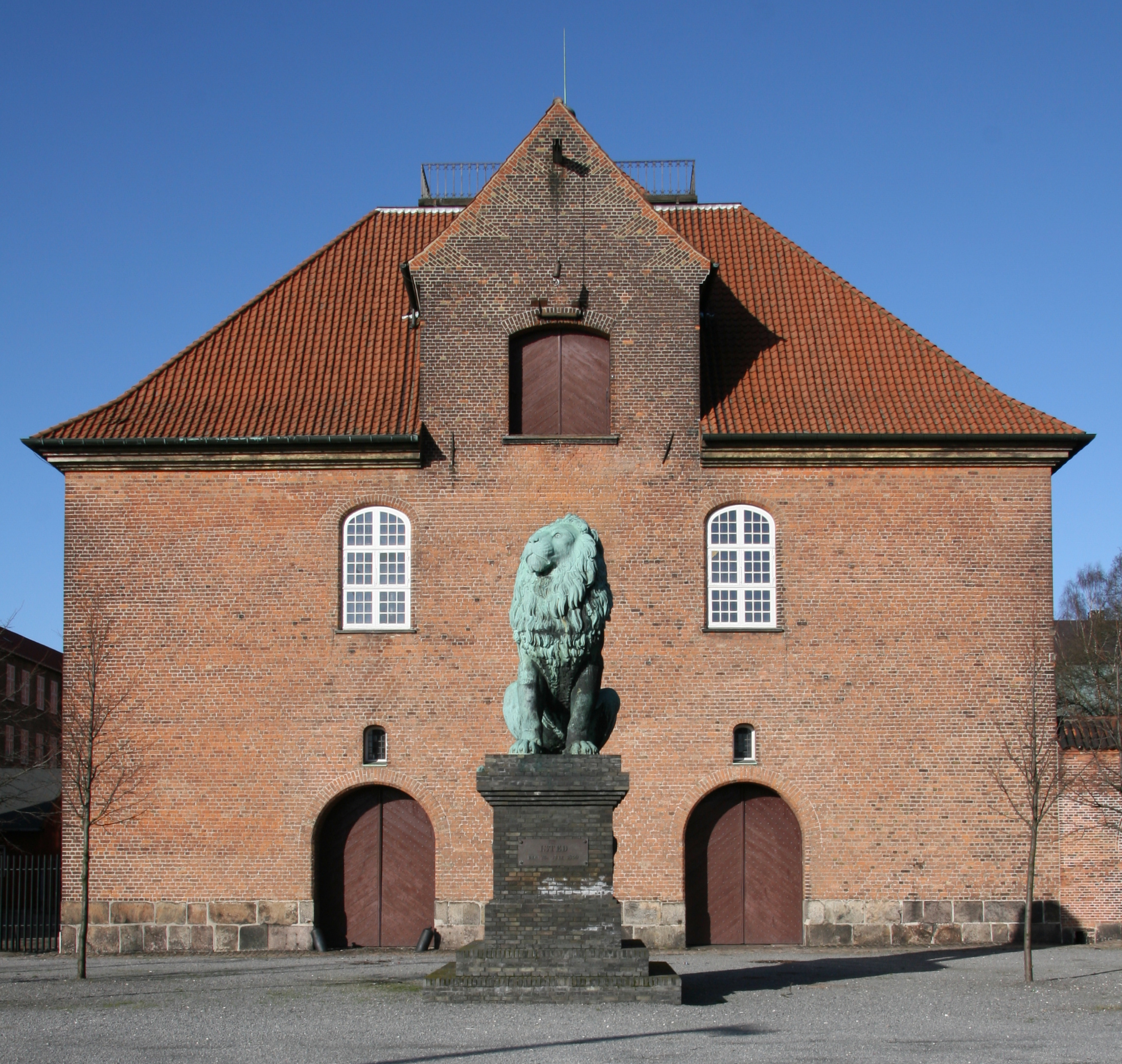
El León de Isted original frente al Museo Danés de la Guerra, Søren Kierkegaards Plads, Copenhague. El pedestal fue creado en el año 2000.

Tras la derrota de la Alemania nazi en la Segunda Guerra Mundial, Henrik V. Ringsted, corresponsal del diario danés Politiken, «redescubrió» el monumento en Berlín y se puso en contacto con el Ejército de los Estados Unidos para plantear la posible devolución de la estatua. El asunto acabó llegando a la mesa del general Dwight D. Eisenhower, comandante supremo de las fuerzas aliadas en Europa, que exigió una petición oficial para permitir la devolución del monumento. Dicha petición fue entregada rápidamente por el ministro de Asuntos Exteriores danés, John Christmas Møller, que declaró: «La retirada de este monumento sepulcral, que en este país se considera un santuario nacional, y su erección en una academia militar alemana, causó un resentimiento que hasta el día de hoy sigue vivo en amplios círculos del pueblo danés».
En otoño de 1945 se completaron los trámites y un convoy del ejército estadounidense se dirigió a Copenhague, donde llegó el 5 de octubre. El 20 de octubre, el león fue entregado oficialmente al rey Christian X. Considerada una solución provisional, la estatua se colocó en un patio en la parte trasera del Museo Danés de la Guerra (Tøjhusmuseet) sobre un sencillo pedestal de madera.
Entre 1945 y 1947, algunos políticos daneses, con amplio apoyo popular, abogaron por la reanexión del sur de Schleswig, y en particular de Flensburg, lo que provocó un encarnizado debate político. Como el debate terminó confirmando la frontera existente, los mismos políticos descartaron la posibilidad de devolver la estatua a una ciudad gobernada por Alemania. La polémica sobre el monumento resurgió en varias ocasiones, ya que una nueva generación de políticos empezó a abogar por su devolución a una Flensburg administrada por Alemania.
En 1999 se inició la construcción de una nueva plaza pública cerca del museo, debido al traslado de la Biblioteca Real Danesa a un emplazamiento vecino. La Fundación Carlsberg se ofreció a sufragar los gastos del traslado. El pedestal de madera se sustituyó por otro de mayor tamaño de ladrillo y la estatua se reunió con sus cuatro relieves por primera vez en más de un siglo. El resultado final se inauguró el 25 de julio de 2000, con motivo del 150 aniversario de la batalla, por la ministra danesa de Cultura, Elsebeth Gerner Nielsen. En su discurso, expresó su deseo de que la estatua volviera a Flensburgo. En un debate parlamentario celebrado el 20 de noviembre de 1998, había declarado previamente que la estatua debía volver a Flensburgo, ya que así lo deseaba la minoría danesa de la ciudad.
Un comité de Fredericia, que ya albergaba la otra obra principal de Bissen, la estatua del Soldado de infantería, presionaba para que el monumento se trasladara allí.

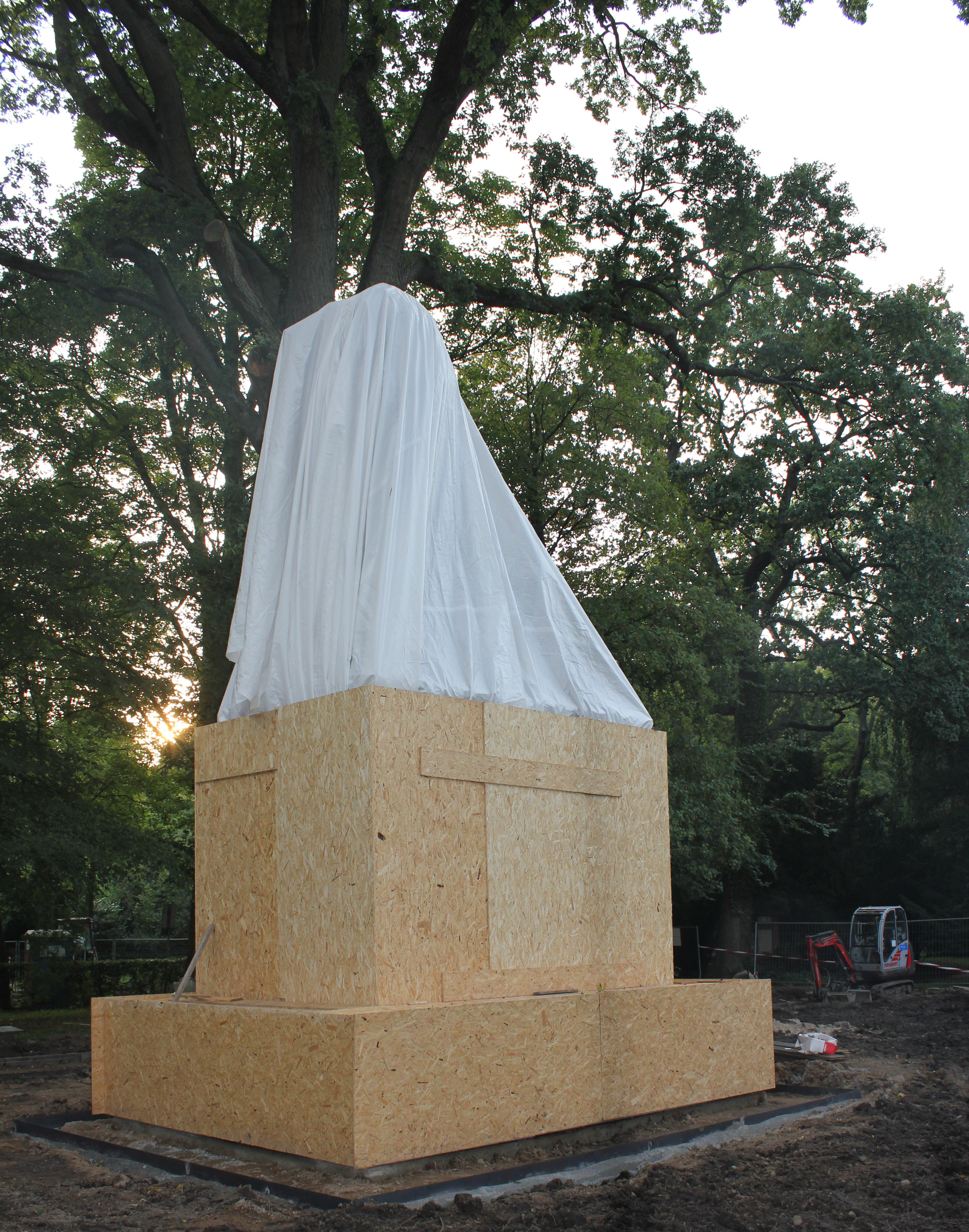
El león envuelto en Flensburg

### Regreso a Flensburg
A petición del Ayuntamiento de Flensburg, el Gobierno danés decidió devolver el León de Isted a su emplazamiento original en dicha localidad. El 10 de septiembre de 2011, el monumento regresó al cementerio militar donde se erigió por primera vez. A la ceremonia asistió SAR el Príncipe Joaquín de Dinamarca.